# Pieve di San Giovanni Battista (Salsomaggiore Terme)
La pieve di San Giovanni Battista, nota anche come pieve di Contignaco, è un luogo di culto cattolico dalle forme romaniche situato nella piccola frazione di Contignaco, all'interno del comune di Salsomaggiore Terme, in provincia di Parma e diocesi di Fidenza; appartiene al gruppo delle pievi parmensi ed è sede di una parrocchia compresa nel vicariato di Salsomaggiore Terme.

## Storia
L'originario luogo di culto fu edificato in stile romanico probabilmente nel XII secolo; la prima testimonianza certa della sua esistenza risale al 1179, mentre la bolla del papa Celestino III del 1196 lo citò quale pieve, a conferma della sua indipendenza dalla non lontana pieve di San Vittore, motivata dall'importanza che assunse all'epoca il vicino castello di Contignaco.
Fortificata nel 1330 per resistere agli assalti che interessarono soprattutto il maniero, la chiesa, con giurisdizione su un territorio molto vasto, fu modificata nel 1391 per opera di Iohannes de Saselinis.
Fra il 1781 e il 1789 la pieve fu completamente trasformata secondo il gusto barocco, con l'aggiunta delle volte sulle tre navate e la totale intonacatura delle pareti, che furono inoltre arricchite con stucchi e cornici.
A partire dal 1954 fu intrapreso un importante intervento di restauro, volto a riportare alla luce la veste romanica della struttura, da cui furono eliminati tutti gli intonaci sia interni che esterni, mantenendo solo le volte aggiunte nel XVIII secolo; in tale occasione furono anche riscoperti alcuni degli affreschi medievali e rinascimentali che in precedenza decoravano le navate della chiesa; durante i restauri, condotti dall'architetto Mario Vacca, furono rinvenute anche due antiche statue, raffiguranti Cristo Re Benedicente e la Madonna col Bambino; quest'ultima, risalente al XII secolo, fu segnalata dalla soprintendenza come scultura di pregio di influsso antelamico. Nel 2000 il Ministero per i beni culturali e ambientali realizzò una scheda in cui si ricordarono le origini altomedievali dell'edificio.

## Descrizione

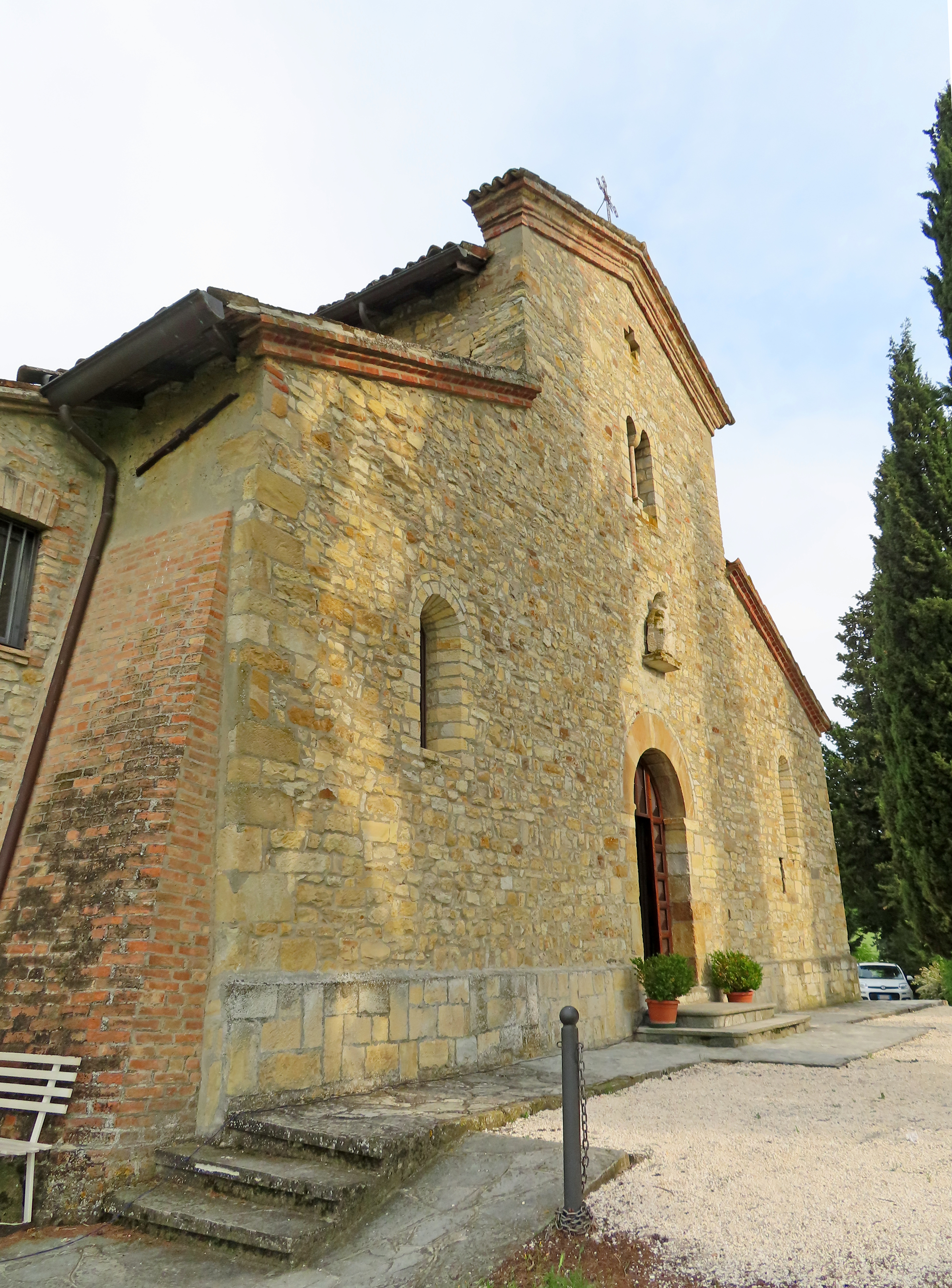
Facciata

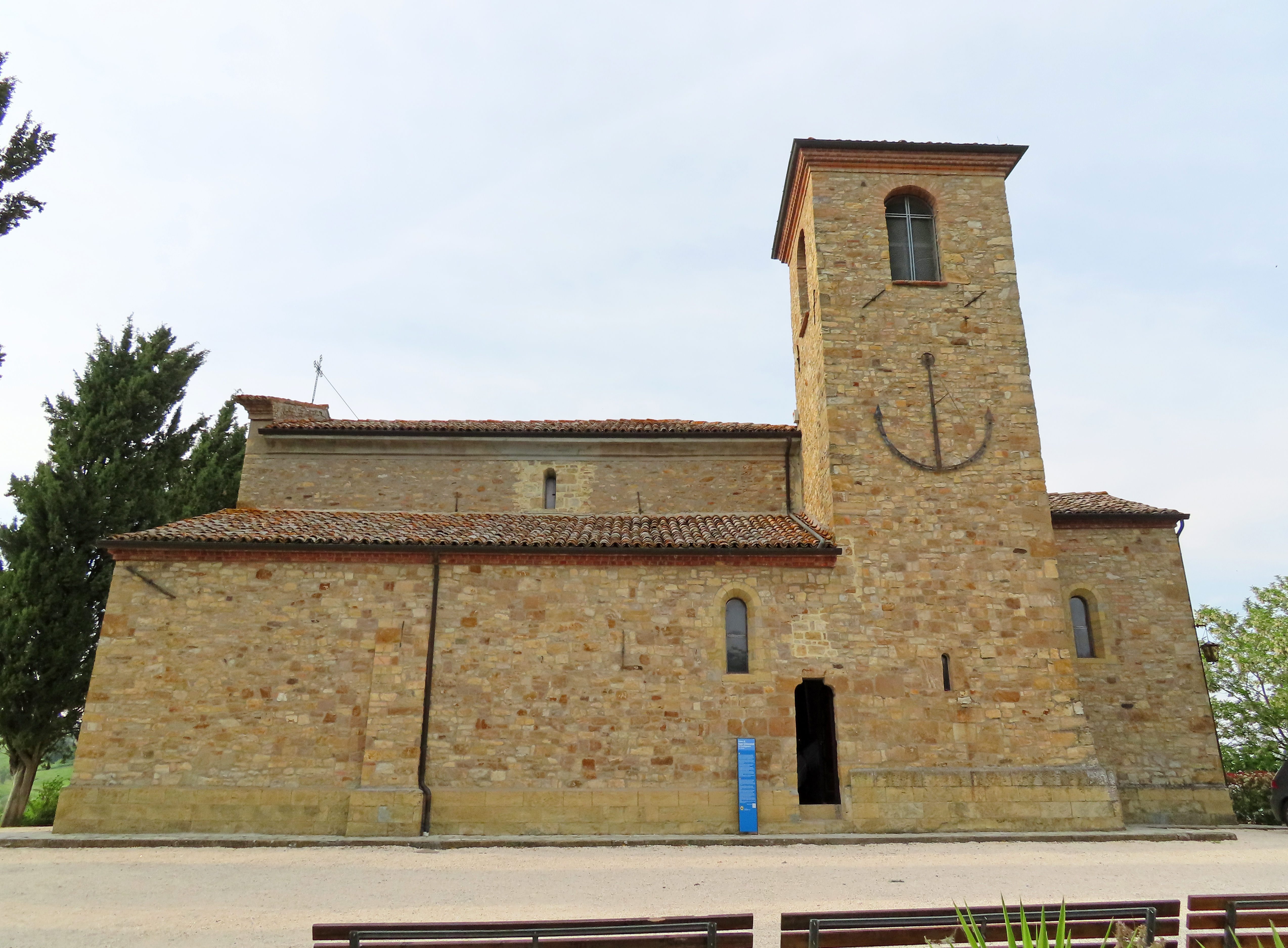
Lato sud

La pieve si sviluppa in posizione collinare su un impianto a tre navate, con l'ingresso principale rivolto a ovest e il presbiterio a est.

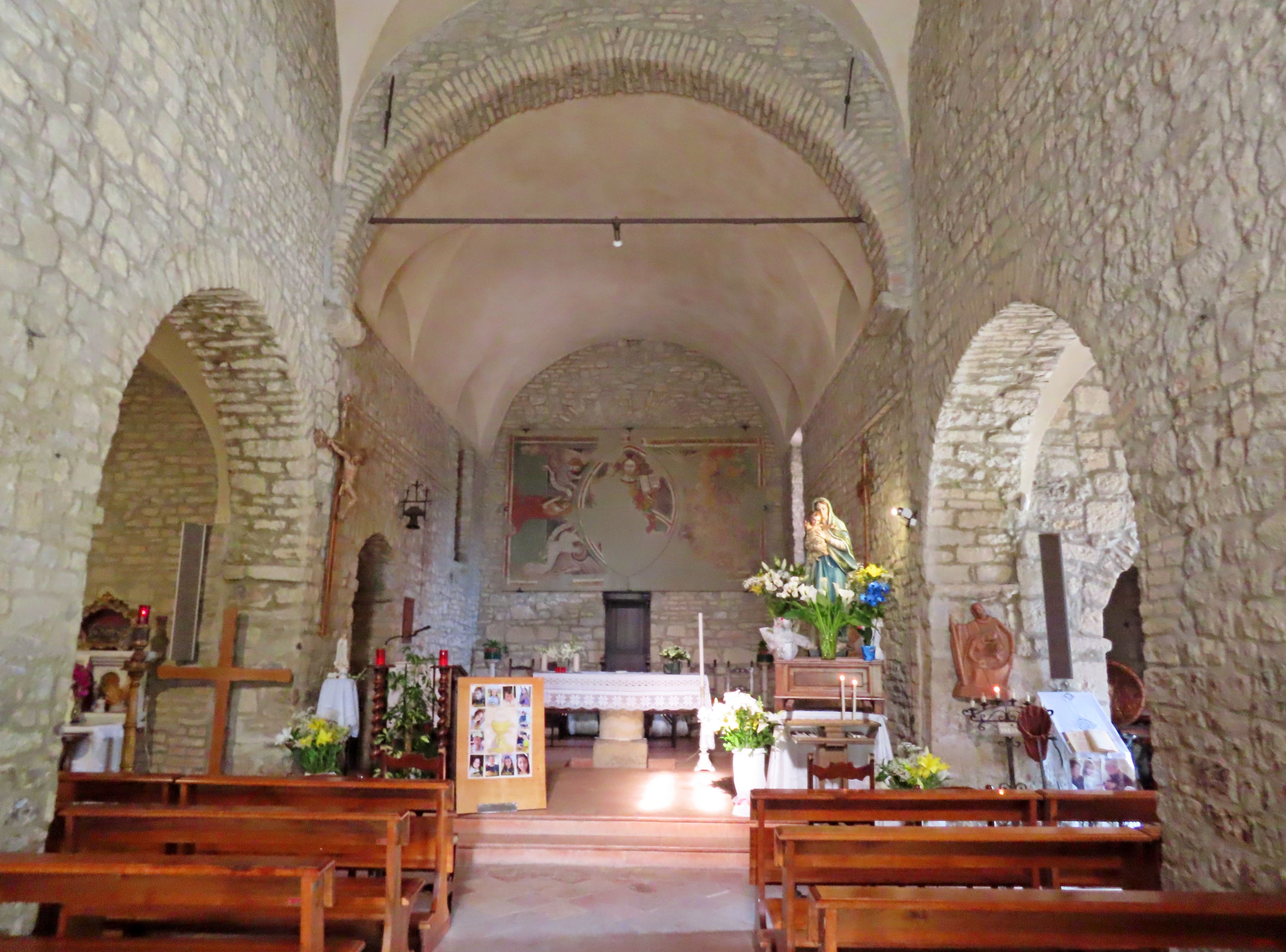
Navata centrale

La facciata a salienti, dai tratti tipicamente romanici, è molto semplice e rivestita, come il resto della chiesa, in arenaria a blocchi squadrati; in sommità si apre una piccola bifora, mentre alcune piccole monofore di epoca medievale scandiscono i lati. Al termine del fianco meridionale si innalza il massiccio campanile, dominato da una grande meridiana.

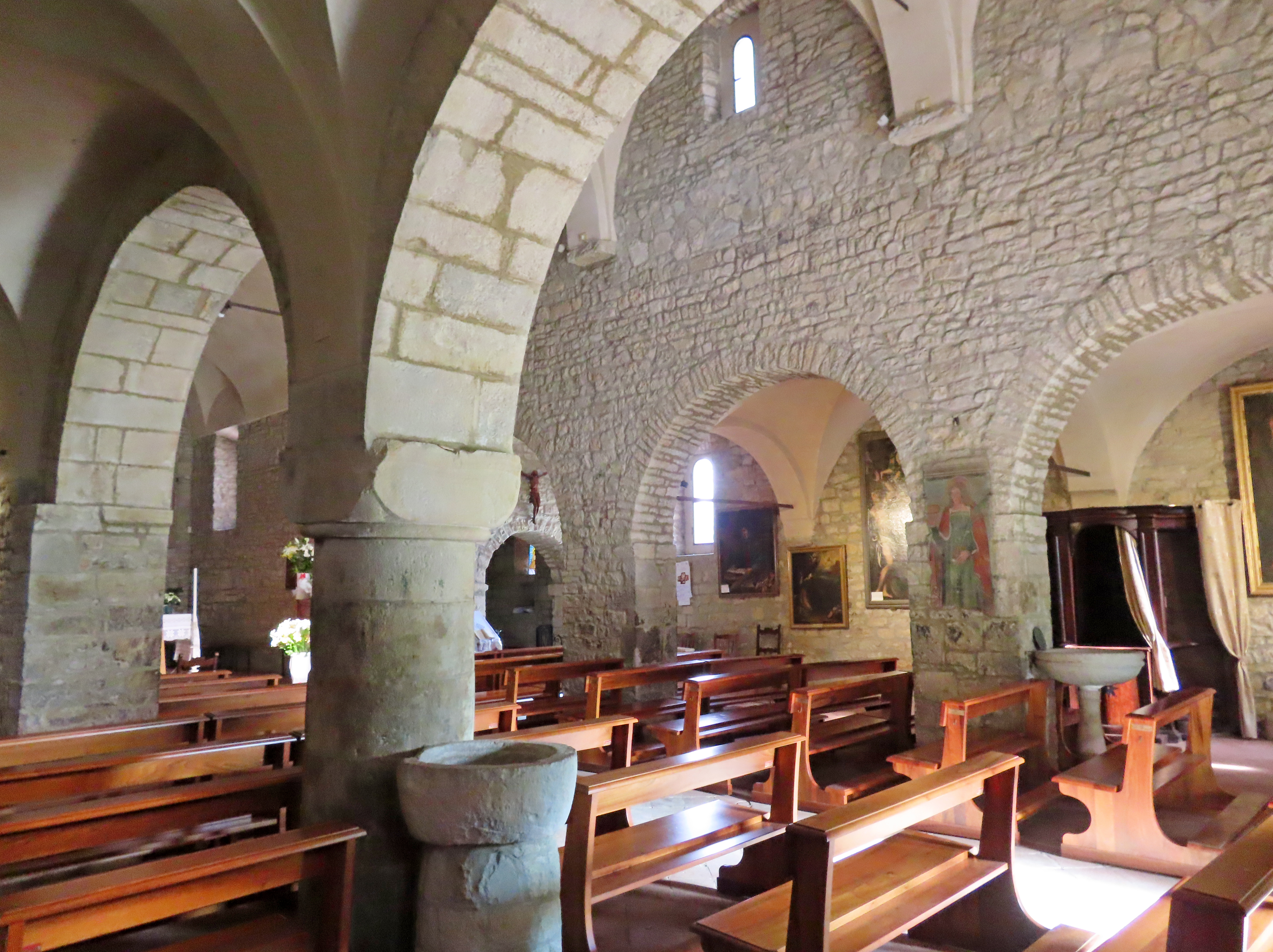
Navata sinistra e centrale

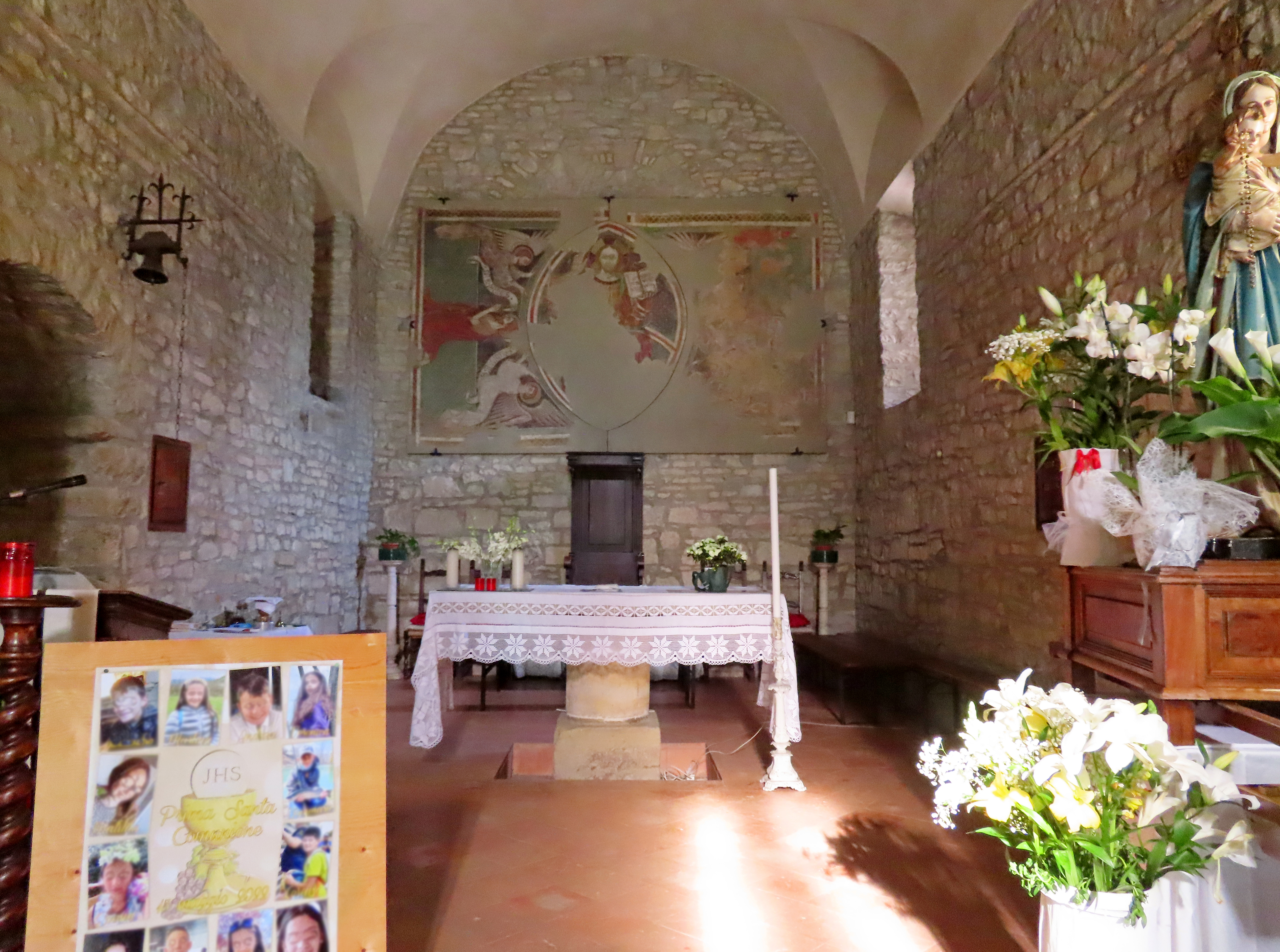
Presbiterio

All'interno, le tre navate rivestite in pietra sono suddivise da arcate sostenute direttamente da massicci pilastri squadrati, a eccezione del primo a sinistra, a sezione circolare e sormontato da un capitello a cubo scantonato; in sommità sono ancora presenti le volte a crociera settecentesche, intonacate e dipinte di bianco.
La navata destra si conclude in una piccola cappella posta alla base della torre campanaria, forse originariamente adibita a battistero; le porzioni degli affreschi tardo-gotici che la decoravano, riaffiorate durante i restauri novecenteschi, furono staccate per motivi di umidità ed in parte collocate in altre zone della chiesa. Realizzati nel XV secolo da Antonio Mozzi di Contignaco, che lavorò anche nella chiesa di San Francesco del Prato a Parma, i dipinti raffigurano un unico ciclo pittorico, costituito dall'Angelo annunciante, ancora nella cappella, dal Cristo in mandorla con san Giovanni Battista, dietro all'altare, dalla Crocifissione e da varie figure di santi e angeli, ai lati delle navate.
Il primo pilastro destro della navata centrale conserva inoltre un pregevole affresco risalente al 1517, raffigurante Santa Lucia.
Risultano degne di nota anche due grandi tele: la pala d'altare raffigurante la Madonna col Bambino e i santi Sebastiano e Agnese, risalente al XVIII secolo e proveniente dalla cappella del vicino castello di Gallinella, demolito nel XIX secolo, e San Giovanni Battista, attribuito con riserva a Luigi Vigotti o a Francesco Scaramuzza e donato dalla duchessa Maria Luigia nel 1844; nella pieve è inoltre presente un paliotto in scagliola realizzato all'inizio del XVIII secolo.
All'interno di una nicchia sul portale d'ingresso in controfacciata, infine, si trova una scultura del XII secolo raffigurante la Madonna col Bambino, ivi collocata al termine del restauro novecentesco; l'altra scultura recuperata all'epoca, rappresentante Cristo Re Benedicente, è posizionata nella navata sinistra.